# 14519 Ural
14519 Ural (1996 TT38) là một tiểu hành tinh vành đai chính được phát hiện ngày 8 tháng 10 năm 1996 bởi E. W. Elst ở Đài thiên văn Nam Âu.